# Entwesung
Die Entwesung (Desinsektion bzw. Desinfestation) ist das Vernichten tierischer Schädlinge. Eine Entwesung zielt auf die Beseitigung aller krankheitsübertragenden oder aus anderen Hygienegründen unerwünschten Lebewesen. 
Während eine Desinfektion auf die Beseitigung von Mikroorganismen ausgerichtet ist, zielt eine Entwesung auf die Beseitigung von Organismen, die mit dem bloßen Auge erkannt werden können. Der deutsche Gesetzgeber definiert hier noch genauer: Nach § 18 Infektionsschutzgesetz verwendet man den Begriff „Entwesung“ nur bei der Bekämpfung von Nichtwirbeltieren.

## Verfahren
Bei einer Entwesung können physikalische oder chemische Verfahren angewendet werden:
- die Wärmeentwesung
- die Vernebelung mit Naturpyrethrum
- das wichtigste chemische Verfahren ist der Einsatz von Pestiziden z. B. durch Begasung
- im Naturkosthandel ist lediglich die Druckentwesung durch CO2-Druckbegasung erlaubt.

Professionell werden Entwesungen von Kammerjägern durchgeführt.
Wenn es um die Ungeziefervernichtung an Kleidungsstücken und anderen Einzelgegenständen geht, kann eine Entwesungskammer zum Einsatz kommen. Das ist ein luftdicht abgeschlossener Raum, der für die Schädlingsbekämpfung mit Gas gefüllt wird.